# 兵庫維新の会
兵庫維新の会（ひょうごいしんのかい）は、日本維新の会の兵庫県総支部。兵庫県の地域政党でもある。略称は、兵庫維新（ひょうごいしん）。

## 党史
2015年12月27日、国政政党「おおさか維新の会」所属で兵庫県選出関連の国会議員（清水貴之、室井邦彦）と、兵庫県内の地方議員により、兵庫県総支部として設立が決定された。清水貴之が代表となる。28日、県選挙管理委員会に届け出が出された。
2016年8月29日、役員の処分に関する内容による反発から、清水が代表を辞任。室井邦彦が新代表となった。
2019年4月、県内で行われた統一地方選では、兵庫県議会議員選挙で9人、神戸市議会議員選挙で10人が当選した。
2021年10月31日投開票の第49回衆議院議員総選挙では、県内の自由民主党前職が立つ9選挙区に9人を擁立し、兵庫6区で市村浩一郎が勝利したほか、他の8人全員も比例復活を果たした。
2022年12月9日、室井が同月31日の任期満了をもって、代表を退任すると表明した。維新は11月の尼崎市長選挙で公認候補が落選しており、室井の責任論が浮上していたが、室井は「負けた責任ではなく、75歳がいつまでも代表をやっているのはおかしいと判断した」と述べ、引責辞任を否定した。そのため、兵庫維新の会初の代表選が実施され、同月18日の所属議員らによる投開票の結果、片山大介が掘井健智を破り、新代表に選出された（片山：68票、堀井：40票）。
2023年4月9日、第20回統一地方選挙の前半戦において、兵庫県議会議員選挙で21人、神戸市議会議員選挙で15人が当選した。

## 歴代代表
1. 清水貴之（在任：2015年 - 2016年）
2. 室井邦彦（在任：2016年 - 2022年）
3. 片山大介（在任：2023年 - 2024年）
4. 金子道仁（在任：2025年 - 現在）

## 役員
| 代表                     | 代表                     | 金子道仁   |
| 副代表                   | 副代表                   | 和田有一朗 |
| 副代表                   | 副代表                   | 池畑浩太朗 |
| 副代表                   | 副代表                   | 齊藤真治   |
| 幹事長                   | 幹事長                   | 青山暁     |
| ダイバーシティ推進局長   | ダイバーシティ推進局長   | 南野裕子   |
| 政務調査会長             | 政務調査会長             | 黒田武志   |
| 総務会長                 | 総務会長                 | 竹中由佳   |
| 広報室長                 | 広報室長                 | 中村大輔   |
| 議員・組織力向上対策室長 | 議員・組織力向上対策室長 | 三木慎二郎 |
| 国会議員団会議長         | 国会議員団会議長         | 和田有一朗 |
| 会派連絡協議会長         | 会派連絡協議会長         | (未定)     |
| 会派連絡協議会副会長     | 会派連絡協議会副会長     | 正木克幸   |
| 組織団体本部長           | 組織団体本部長           | 仲井隆晃   |
| 組織団体本部副本部長     | 組織団体本部副本部長     | 住吉寛紀   |
| 党紀委員長               | 党紀委員長               | 山本憲和   |

- 2025年3月1日現在[9]。

### 役員表

#### 維新の党時代
| 代表     | 副代表   | 幹事長   | 副幹事長 | 政調会長 | 政調副会長 | 総務会長 | 最高顧問 | 就任年月  |
| -------- | -------- | -------- | -------- | -------- | ---------- | -------- | -------- | --------- |
| 清水貴之 | 畠中光成 | 三木圭恵 |          | 井坂信彦 |            | 新原秀人 | 室井邦彦 | 2014年7月 |
| 清水貴之 | （廃止） | 室井邦彦 | 徳安淳子 | 井坂信彦 | 中野郁吾   | （廃止） | （廃止） | 2015年    |

#### おおさか維新の会時代
| 代表     | 代表代行 | 代表代行 | 副代表   | 幹事長   | 副幹事長 | 政務調査会長 | 政務調査副会長 | 政務調査副会長 | 総務会長 | 就任年月  |
| -------- | -------- | -------- | -------- | -------- | -------- | ------------ | -------------- | -------------- | -------- | --------- |
| 清水貴之 |          |          | 掘井健智 | 中野郁吾 | 光本圭佑 | 門隆志       | 山本憲和       | 寺前尊文       | 樽谷彰人 | 2016年1月 |
| 室井邦彦 | 清水貴之 | 片山大介 |          |          |          |              |                |                |          | 2016年8月 |

#### 日本維新の会の支部として
| 代表     | 代表代行 | 代表代行   | 副代表     | 副代表     | 副代表   | 幹事長     | 副幹事長 | 副幹事長  | 副幹事長  | 副幹事長  | 政務調査会長 | 政務調査副会長 | 政務調査副会長 | 政務調査副会長 | 総務会長  | 選挙対策委員会委員長 | 就任年月  |
| -------- | -------- | ---------- | ---------- | ---------- | -------- | ---------- | -------- | --------- | --------- | --------- | ------------ | -------------- | -------------- | -------------- | --------- | -------------------- | --------- |
| 室井邦彦 | 清水貴之 | 片山大介   | 三木圭恵   |            |          | 掘井健智   |          |           |           |           | 高橋充広     | 外海開三       |                |                | 外海開三  | 掘井健智             | 2017年5月 |
| 室井邦彦 | 清水貴之 | 片山大介   | （廃止）   | 光本圭祐   | （廃止） | 掘井健智   | 住本一礼 | 2018年2月 |           |           |              |                |                |                |           | 掘井健智             |           |
| 室井邦彦 | 清水貴之 | 片山大介   | 三木圭恵   | 市村浩一郎 | （廃止） | 住本一礼   | 岸口実   | 脇田周和  | 2020年1月 |           |              |                |                |                |           | 掘井健智             |           |
| 室井邦彦 | 清水貴之 | 市村浩一郎 | 三木圭恵   | 片山大介   | （廃止） | 住本一礼   | 岸口実   | 齊藤真治  | （廃止）  | 2022年1月 |              |                |                |                |           |                      |           |
| 片山大介 | （廃止） | （廃止）   | 清水貴之   | 和田有一朗 | 三木圭恵 | 三木慎二郎 | 黒田武志 | 齊藤真大  | （廃止）  | 横田英樹  | 2023年1月    |                |                |                |           |                      |           |
| 片山大介 | （廃止） | （廃止）   | 清水貴之   | 和田有一朗 | 三木圭恵 | 三木慎二郎 | 黒田武志 | 齊藤真大  | （廃止）  | 横田英樹  | 増山誠       | 辻信行         | 金子道仁       | 飯島義雄       | 濱口仁士  | 2023年5月            |           |
| 片山大介 | （廃止） | （廃止）   | 池畑浩太朗 | 和田有一朗 | 横田英樹 | （廃止）   | （廃止） | （廃止）  | （廃止）  | （廃止）  | （廃止）     | （廃止）       | 青山暁         | 2024年1月      |           |                      |           |
| 金子道仁 | （廃止） | （廃止）   | 池畑浩太朗 | 和田有一朗 | 齊藤真治 | （廃止）   | （廃止） | （廃止）  | （廃止）  | （廃止）  | （廃止）     | （廃止）       | 青山暁         | 竹中由佳       | 2025年1月 |                      |           |

## 支部長
| 選挙区         | 選挙区         | 氏名       |
| -------------- | -------------- | ---------- |
| 衆議院兵庫1区  | 衆議院兵庫1区  | 一谷勇一郎 |
| 衆議院兵庫2区  | 衆議院兵庫2区  | 阿部圭史   |
| 衆議院兵庫3区  | 衆議院兵庫3区  | 和田有一朗 |
| 衆議院兵庫5区  | 衆議院兵庫5区  | 遠藤良太   |
| 衆議院兵庫6区  | 衆議院兵庫6区  | 市村浩一郎 |
| 衆議院兵庫7区  | 衆議院兵庫7区  | 三木圭恵   |
| 衆議院兵庫8区  | 衆議院兵庫8区  | 徳安淳子   |
| 衆議院兵庫10区 | 衆議院兵庫10区 | 掘井健智   |
| 衆議院兵庫11区 | 衆議院兵庫11区 | 住吉寛紀   |
| 衆議院兵庫12区 | 衆議院兵庫12区 | 池畑浩太朗 |

- 2025年3月20日現在。

## 所属議員
| 議会       | 議会       | 議会       | 人数 |
| ---------- | ---------- | ---------- | ---- |
| 衆議院議員 | 衆議院議員 | 衆議院議員 | 6人  |
| 参議院議員 | 参議院議員 | 参議院議員 | 2人  |
| 兵庫県議   | 兵庫県議   | 兵庫県議   | 18人 |
| 神戸市議   | 神戸市議   | 神戸市議   | 12人 |
| 西宮市議   | 西宮市議   | 西宮市議   | 8人  |
| 尼崎市議   | 尼崎市議   | 尼崎市議   | 7人  |
| 宝塚市議   | 宝塚市議   | 宝塚市議   | 5人  |
| 伊丹市議   | 伊丹市議   | 伊丹市議   | 5人  |
| 川西市議   | 川西市議   | 川西市議   | 4人  |
| 姫路市議   | 姫路市議   | 姫路市議   | 4人  |
| 芦屋市議   | 芦屋市議   | 芦屋市議   | 3人  |
| 明石市議   | 明石市議   | 明石市議   | 3人  |
| 加古川市議 | 加古川市議 | 加古川市議 | 3人  |
| 三田市議   | 三田市議   | 三田市議   | 2人  |
| 篠山市議   | 篠山市議   | 篠山市議   | 2人  |
| 相生市議   |            |            | 1人  |
| 丹波市議   | 丹波市議   | 丹波市議   | 1人  |
| 赤穂市議   | 赤穂市議   | 赤穂市議   | 1人  |
| 高砂市議   | 高砂市議   | 高砂市議   | 1人  |
| 三木市議   |            |            | 1人  |
| 猪名川市議 | 猪名川市議 | 猪名川市議 | 2人  |
| 稲美町議   | 稲美町議   | 稲美町議   | 1人  |
| 播磨町議   |            |            | 1人  |
| 市川町議   |            |            | 1人  |
| 太子町議   | 太子町議   | 太子町議   | 1人  |

- 2025年6月28日現在[9]。